# Élection présidentielle américaine de 1812
L'élection présidentielle américaine de 1812 est la septième élection présidentielle depuis l'adoption de la Constitution en 1787. Elle se déroule en pleine guerre opposant les États-Unis au Royaume-Uni. Elle se solda par la réélection du président démocrate-républicain James Madison face à son concurrent DeWitt Clinton, démocrate-républicain dissident, soutenu par le Parti fédéraliste.

## Situation politique
Durant toute la durée du premier mandat de James Madison, la tension monta entre les États-Unis et son ancienne tutelle coloniale, le Royaume-Uni, sur fond de guerres napoléoniennes. Si aucun des deux belligérants européens ne respectait la neutralité proclamée des États-Unis, le Royaume-Uni multiplia les provocations contre les navires américains, et soutint les tribus amérindiennes en guerre contre les colons. Cette tension aboutit, le 12 juin 1812, à une déclaration de guerre entre les États-Unis et le Royaume-Uni, ce qu'on appelle la guerre anglo-américaine de 1812.
L'élection présidentielle, qui se tint quelques mois plus tard, se fit dans ce contexte tout à fait particulier d'une Union menacée.

## Désignation des grands électeurs
Les dix-huit États de l'Union purent participer à la désignation des grands électeurs. Dans le contexte particulier de la guerre, la moitié des États choisirent de faire désigner leurs électeurs par la législature de l'État. L'autre moitié choisit une désignation par le vote direct des citoyens, soit au niveau de l'État (New Hampshire, Ohio, Pennsylvanie, Rhode Island, Virginie), soit dans le cadre de circonscriptions spécifiques (Kentucky, Maryland, Tennessee), le Massachusetts choisissant un système mixte.
Dans tous les États qui firent appel au vote direct des citoyens, des dispositions restrictives avaient été mises en place pour limiter le nombre de votants.
Finalement, 218 grands électeurs furent désignés, mais un électeur de l'Ohio ne participa pas au vote, ce qui porta le nombre de votants à 217.

## Investiture des candidats
Chez les démocrates-républicains
Le caucus du congrès (assemblée des membres démocrates-républicains du Congrès pour désigner les candidats) se réunit un mois avant le déclenchement de la guerre. Le président James Madison fut logiquement investi pour un second mandat, mais il eut du mal à trouver un colistier pour remplacer George Clinton, récemment décédé. 
Compte tenu de la cassure intervenue en 1808, il cherchait un élu de Nouvelle-Angleterre. Il proposa à John Langdon, mais celui-ci refusa, arguant de son âge avancé (71 ans). Les démocrates-républicains choisirent finalement le gouverneur du Massachusetts, Elbridge Gerry.
Mais, à la fin du mois, les démocrates-républicains de New York décidèrent de ne pas soutenir Madison, et de présenter la candidature du maire de New York, DeWitt Clinton, neveu de l'ancien vice-président, comme candidat "dissident", avec une orientation politique ouvertement opposée à la guerre qui se préparait.
Chez les fédéralistes
Pour les fédéralistes, la situation politique était complexe. Depuis 1800, ils avaient été totalement incapables non seulement de reprendre la présidence, mais même d'inquiéter un tant soit peu les démocrates-républicains. Cantonnés dans leurs fiefs de la Nouvelle-Angleterre, certains semblaient se résigner à ce déclin. D'autres, en revanche, souhaitaient s'appuyer sur la dissidence au sein du parti majoritaire pour battre Madison et renverser la vapeur. Après des débats très vifs, le parti fédéraliste décida, en septembre, de soutenir DeWitt Clinton, qui se présenta comme candidat "de coalition", mais d'investir un fédéraliste, Jared Ingersoll, procureur fédéral, à la vice-présidence.

## Campagne électorale
La campagne se fit quasiment exclusivement sur la question de la guerre. Madison soutenait le bilan et la politique de fermeté face au Royaume-Uni, tandis que Clinton s'engageait clairement pour la paix et la recherche d'un compromis permettant le développement du commerce et la stabilité diplomatique.
Dans les faits, bien qu'il y eut des pacifistes aussi dans les États à majorité démocrate-républicaine, DeWitt Clinton ne put élargir considérablement l'assise des fédéralistes au-delà de son État de New York, et de l'État voisin du New Jersey.
James Madison fut donc facilement réélu, de même que son colistier, Elbridge Gerry.
| Candidats                         | Candidats                                   | Candidats                   | Grands électeurs | Vote populaire | Vote populaire |
| À la présidence                   | À la vice-présidence                        | Parti                       | Grands électeurs | Voix           | %              |
| --------------------------------- | ------------------------------------------- | --------------------------- | ---------------- | -------------- | -------------- |
| James Madison, président sortant  | -                                           | Parti républicain-démocrate | 128              | 140 431        | 50.4%          |
| -                                 | Elbridge Gerry, gouverneur du Massachusetts | Parti républicain-démocrate | 131              | -              | -              |
| DeWitt Clinton, maire de New York |                                             | Coalition                   | 89               | 132 781        | 47.6%          |
|                                   | Jared Ingersoll, procureur fédéral          | Parti fédéraliste           | 86               | -              | -              |
| Rufus King, sénateur de New York  |                                             | Parti fédéraliste           | 0                | 5 574          | 2.0%           |
| Total                             | Total                                       | Total                       | 217              | 278 786        | 100,00%        |